# Vera Albreht
Vera Albreht (născută Kessler; n. 12 februarie 1895, Krško, Comuna Krško, Slovenia – d. 25 mai 1971, Ljubljana, Republica Socialistă Slovenia, RSF Iugoslavia) a fost o poetă, scriitoare, publicistă și traducătoare slovenă.

## Biografie
S-a născut ca Vera Kessler în Krško, într-o familie înstărită. Mama ei a fost Marija Kessler⁠(d), născută Trenz, o socialită de etnie germană, în timp ce tatăl ei Rudolph Kessler a fost sloven. Casa părinților ei din Ljubljana a fost un binecunoscut punct de întâlnire al scenei literare slovene din acea perioadă, frecventat printre alții și de Ivan Cankar și Oton Župančič⁠(d), care s-a căsătorit cu sora Verei, Ana Kessler. A studiat la Universitatea din Viena, dar nu și-a terminat niciodată studiile din cauza izbucnirii Primului Război Mondial. În 1919 s-a căsătorit cu poetul și criticul Fran Albreht (1889–1963).
În timpul celui de-Al Doilea Război Mondial, ea și soțul ei au participat activ în cadrul partidului antifascist Frontul de Eliberare al Poporului Sloven (în slovenă: Osvobodilna fronta slovenskega naroda). Ambii au fost închiși de autoritățile fasciste italiene în mai multe rânduri între 1941 și 1943, în timpul luptei de eliberare națională a iugoslavilor. În 1944, a fost trimisă în lagărul de concentrare Ravensbrück de către germani.
După război, Vera s-a mutat împreună cu soțul ei la Ljubljana, unde a lucrat ca publicist și a participat la centrul sloven al PEN Internațional. 
Vera a decedat la 25 mai 1971 la Ljubljana.

## Lucrări
Și-a publicat articolele, proza, poeziile (în special pentru tineret) în reviste și ziare (Novi rod, Ženski svet, Zvonček, etc.). După cel de-al Doilea Război Mondial, a publicat mai multe colecții de poezie și proză pentru tineret, mai ales de tip tradițional. Multe dintre ghicitorile ei sunt publicate în diverse colecții, precum: Ghicitori slovene, Șaizeci de ghicitori, Ghicitori cu animale etc. Ea a rămas loială literaturii pentru copii de-a lungul vieții, deoarece a publicat douăsprezece culegeri de poezii și trei culegeri de proză. Lupinica a fost retipărită de cele mai multe ori. De asemenea, și-a scris amintirile din tinerețe pentru copii și tineri, în volumul Nekoč pod Gorjanci.
Vera Albreht a tradus proză și poezie din limba germană, cehă, bulgară, sârbă și croată, în special pentru copii.
Proză
- 1957 – Lupinica (proză pentru tineret)
- 1960 – Nekoč pod Gorjanci (A fost odată sub Gorjanci) (proză pentru tineret)
- 1964 – Babica in trije vnučki (bunica și trei nepoți) (proză pentru tineret)[3]

Poezie
- 1950 – Mi gradimo (Construim) (poezie pentru tineret)
- 1950 – Orehi (Nuci) (poezie pentru tineret)
- 1955 – Vesela abeceda (Alfabetul fericit) (poezie pentru tineret)
- 1958 – Živali pri delu in jelu (Animale la muncă) (poezie pentru tineret)
- 1965 – Pustov god (sărbătoarea lui Pust) (poezie pentru tineret)
- 1967 – Jutro (Dimineața) (poezie pentru tineret)
- 1967 – Pri igri (La jocuri) (poezie pentru tineret)
- 1967 - Večer (Seara) (poezie pentru tineret)
- 1969 - ABC (poezie pentru tineret)
- 1972 – Mornar (Marinarul) (poezie pentru tineret)
- 1972 – Slikarka (Pictorul) (poezie pentru tineret)
- 1977 - Ravensbriške pesmi (poezii despre Ravensbrück) (poezie)
- 1978 – Dobro jutro (Bună dimineața) (poezie pentru tineret)[3]